# 1992年モナコグランプリ
1992年モナコグランプリ (L Grand Prix Automobile de Monaco) は、1992年のF1世界選手権第6戦として、1992年5月31日にモンテカルロ市街地コースで開催された。

## 予選
ナイジェル・マンセルが開幕6戦連続ポールポジション (PP) を獲得。アイルトン・セナは1.1秒差をつけられ、1988年から続けてきたモナコ連続PPが4でストップした。
開幕戦から迷走続きのアンドレア・モーダは、ロベルト・モレノが今回初めて予備予選を通過し、予選も最下位ながら決勝進出を果たした。結果的に、このチームが選手権から追放されるまでに決勝を走ることができた唯一のレースとなり、モナコというドライバーズサーキットでモレノの健闘が光った。モレノは自身のF1キャリアの中で、代役出場で2位表彰台に立った1990年日本GPと同じくらい、このモナコGP予選を忘れられないと語っている。

### 予備予選結果
| 順位 | No | ドライバー             | コンストラクター             | タイム   | 差     |
| ---- | -- | ---------------------- | ---------------------------- | -------- | ------ |
| 1    | 9  | ミケーレ・アルボレート | フットワーク・無限ホンダ     | 1:25.413 | -      |
| 2    | 29 | ベルトラン・ガショー   | ラルース・ランボルギーニ     | 1:25.980 | +0.567 |
| 3    | 34 | ロベルト・モレノ       | アンドレア・モーダ・ジャッド | 1:27.186 | +1.773 |
| 4    | 14 | アンドレア・キエーザ   | フォンドメタル・フォード     | 1:27.756 | +2.343 |
| DNPQ | 30 | 片山右京               | ラルース・ランボルギーニ     | 1:28.310 | +2.897 |
| DNPQ | 35 | ペリー・マッカーシー   | アンドレア・モーダ・ジャッド | No time  |        |

- 上位4台が予選進出

### 予選結果
| 順位 | No | ドライバー                       | コンストラクター             | Q1       | Q2       | 差     |
| ---- | -- | -------------------------------- | ---------------------------- | -------- | -------- | ------ |
| 1    | 5  | ナイジェル・マンセル             | ウィリアムズ・ルノー         | 1:20.714 | 1:19.495 |        |
| 2    | 6  | リカルド・パトレーゼ             | ウィリアムズ・ルノー         | 1:22.309 | 1:20.368 | +0.873 |
| 3    | 1  | アイルトン・セナ                 | マクラーレン・ホンダ         | 1:21:467 | 1:20.608 | +1.113 |
| 4    | 27 | ジャン・アレジ                   | フェラーリ                   | 1:22.942 | 1:20.895 | +1.400 |
| 5    | 2  | ゲルハルト・ベルガー             | マクラーレン・ホンダ         | 1:22.359 | 1:21.224 | +1.729 |
| 6    | 19 | ミハエル・シューマッハ           | ベネトン・フォード           | 1:23.150 | 1:21.831 | +2.336 |
| 7    | 20 | マーティン・ブランドル           | ベネトン・フォード           | 1:23.872 | 1:22.068 | +2.573 |
| 8    | 28 | イヴァン・カペリ                 | フェラーリ                   | 1:23.813 | 1:22.119 | +2.624 |
| 9    | 12 | ジョニー・ハーバート             | ロータス・フォード           | 1:25.979 | 1:22.579 | +3.084 |
| 10   | 4  | アンドレア・デ・チェザリス       | ティレル・イルモア           | 1:23.552 | 1:22.647 | +3.152 |
| 11   | 9  | ミケーレ・アルボレート           | フットワーク・無限ホンダ     | 1:23.774 | 1:22.671 | +3.176 |
| 12   | 24 | ジャンニ・モルビデリ             | ミナルディ・ランボルギーニ   | 1:24.567 | 1:22.733 | +3.238 |
| 13   | 33 | マウリシオ・グージェルミン       | ジョーダン・ヤマハ           | 1:24.235 | 1:22.863 | +3.368 |
| 14   | 11 | ミカ・ハッキネン                 | ロータス・フォード           | 1:25.809 | 1:22.886 | +3.391 |
| 15   | 29 | ベルトラン・ガショー             | ラルース・ランボルギーニ     | 1:23.606 | 1:23.122 | +3.627 |
| 16   | 16 | カール・ヴェンドリンガー         | マーチ・イルモア             | 1:23.978 | 1:23.264 | +3.769 |
| 17   | 23 | クリスチャン・フィッティパルディ | ミナルディ・ランボルギーニ   | 1:25.561 | 1:23.487 | +3.992 |
| 18   | 22 | ピエルルイジ・マルティニ         | ダラーラ・フェラーリ         | 1:25.665 | 1:23.508 | +4.013 |
| 19   | 10 | 鈴木亜久里                       | フットワーク・無限ホンダ     | 1:24.340 | 1:23.641 | +4.146 |
| 20   | 21 | J.J.レート                       | ダラーラ・フェラーリ         | 1:25.050 | 1:23.862 | +4.367 |
| 21   | 32 | ステファノ・モデナ               | ジョーダン・ヤマハ           | 1:23.890 | 1:23.909 | +4.395 |
| 22   | 25 | ティエリー・ブーツェン           | リジェ・ルノー               | 1:25.222 | 1:23.909 | +4.414 |
| 23   | 26 | エリック・コマス                 | リジェ・ルノー               | 1:24.816 | 1:23.974 | +4.479 |
| 24   | 3  | オリビエ・グルイヤール           | ティレル・イルモア           | 1:24.533 | 1:23.990 | +4.495 |
| 25   | 15 | ガブリエル・タルキーニ           | フォンドメタル・フォード     | 1:25.614 | 1:24.479 | +4.984 |
| 26   | 34 | ロベルト・モレノ                 | アンドレア・モーダ・ジャッド | 1:25.185 | 1:24.945 | +5.450 |
| DNQ  | 7  | エリック・ヴァン・デ・ポール     | ブラバム・ジャッド           | 1:25.702 | 1:24.981 | +5.486 |
| DNQ  | 8  | デイモン・ヒル                   | ブラバム・ジャッド           | 1:26.889 | 1:25.394 | +5.899 |
| DNQ  | 14 | アンドレア・キエーザ             | フォンドメタル・フォード     | 1:27.140 | 1:25.660 | +6.165 |
| DNQ  | 17 | ポール・ベルモンド               | マーチ・イルモア             | 1:26.501 | 1:25.750 | +6.255 |

- 26台が決勝進出

## 決勝

### 展開

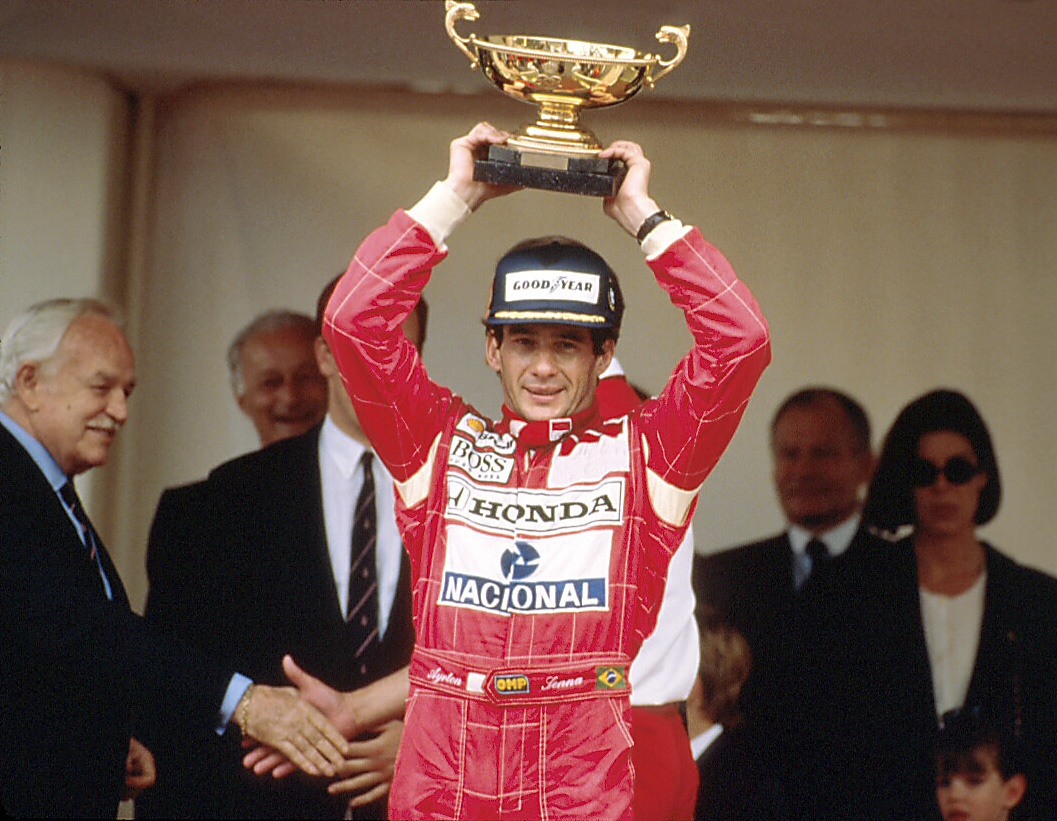
表彰式で優勝トロフィーを掲げるセナ

スタート直後の1コーナー（サン・デボーテ）でセナがパトレーゼのインを突いて2番手に上昇。オープニングラップこそトップのマンセルに肉薄せんとするセナだったが、その後は徐々に引き離される展開となる。
一方、3位以下は混戦模様となる。3位のパトレーゼはオーバーステアに苦しみ、セナを抜き返すどころではなくなっていた。4位争いはアレジとシューマッハとのドッグファイトとなるが、ロウズヘアピンでシューマッハが強引にインを突く形でアレジと接触、アレジは左のサイドポンツーンを損傷、程なくしてシューマッハはアレジを仕留める。その時のダメージが原因でアレジはリタイアとなる。6位争いはベルガーとブランドルで展開されるが、ブランドルはガードレールに接触してノーズを損傷し後退。しかしベルガーもギアボックストラブルでリタイア。パトレーゼとシューマッハの間で3位争いとなるが、手負いのマシンでパトレーゼも奮闘、シューマッハに付け入る隙を与えない。
残り8周、28秒ほどのリードを保っていたマンセルが左リアタイヤに異変を察知して緊急ピットイン、慌ててタイヤ交換を行うが、ピットアウトした時にはセナに先行されていた。これで1992年シーズン初めてトップに立ったセナをマンセルはフレッシュタイヤの利を活かしファステストラップを連発しながら猛追、残り3周でセナの背後に追いつく。しかしセナは限界寸前のマシンとタイヤを駆使し、パッシングポイントの少ないモナコの要所要所を締めて逃げをうつ。マンセルもマシンを左右に振ってアタックを試みたが、過去の両者のバトルで見られたような接触共倒れは起こさなかった。マンセルの猛追は凄まじく、先頭を走るセナに対して青旗が複数回呈示されるほどであったが、セナはそのままチェッカーフラッグを受けてシーズン初優勝、モナコ4連覇で最多タイとなる5回目の優勝を飾り、マンセルの開幕6連勝およびモナコ初優勝（ルノーエンジンにとっても）を阻止した。その直後、セナのマシンから白煙が上がる。マンセルもまた、表彰台でこれまで見せなかった疲労困憊状態となり、シャンパンファイトの後は座り込んでいた。
マンセルを襲ったタイヤトラブルはホイールの問題ではないかと云われたが、レース前にメカニックがタイヤを装着した時にタイヤウォーマーのストラップを噛んでしまい、ナットとハブの間に僅かな繊維が残っていたため、レース終盤にナットが緩んでしまったのが真相であった事が後日明かされた。
なお、マンセルが緊急ピットインした際の映像を捉えていたのは日本のフジテレビの独自カメラだけであり、フジテレビブース以外の中継陣は状況がしばらく掴めていなかったとの事である。

### 決勝結果
| 順位 | No | ドライバー                       | コンストラクター             | 周回 | タイム/リタイア    | グリッド | ポイント |
| ---- | -- | -------------------------------- | ---------------------------- | ---- | ------------------ | -------- | -------- |
| 優勝 | 1  | アイルトン・セナ                 | マクラーレン・ホンダ         | 78   | 1:50:59.372        | 3        | 10       |
| 2    | 5  | ナイジェル・マンセル             | ウィリアムズ・ルノー         | 78   | + 0.215            | 1        | 6        |
| 3    | 6  | リカルド・パトレーゼ             | ウィリアムズ・ルノー         | 78   | + 31.843           | 2        | 4        |
| 4    | 19 | ミハエル・シューマッハ           | ベネトン・フォード           | 78   | + 39.294           | 6        | 3        |
| 5    | 20 | マーティン・ブランドル           | ベネトン・フォード           | 78   | + 1:21.347         | 7        | 2        |
| 6    | 29 | ベルトラン・ガショー             | ラルース・ランボルギーニ     | 77   | + 1 Lap            | 15       | 1        |
| 7    | 9  | ミケーレ・アルボレート           | フットワーク・無限ホンダ     | 77   | + 1 lap            | 11       |          |
| 8    | 23 | クリスチャン・フィッティパルディ | ミナルディ・ランボルギーニ   | 77   | + 1 lap            | 17       |          |
| 9    | 21 | J.J.レート                       | ダラーラ・フェラーリ         | 76   | + 2 Laps           | 20       |          |
| 10   | 26 | エリック・コマス                 | リジェ・ルノー               | 76   | + 2 Laps           | 23       |          |
| 11   | 10 | 鈴木亜久里                       | フットワーク・無限ホンダ     | 76   | + 2 Laps           | 19       |          |
| 12   | 25 | ティエリー・ブーツェン           | リジェ・ルノー               | 75   | + 3 Laps           | 22       |          |
| Ret  | 28 | イヴァン・カペリ                 | フェラーリ                   | 60   | スピン             | 8        |          |
| Ret  | 2  | ゲルハルト・ベルガー             | マクラーレン・ホンダ         | 32   | ギアボックス       | 5        |          |
| Ret  | 11 | ミカ・ハッキネン                 | ロータス・フォード           | 30   | ギアボックス       | 14       |          |
| Ret  | 27 | ジャン・アレジ                   | フェラーリ                   | 28   | ギアボックス       | 4        |          |
| Ret  | 33 | マウリシオ・グージェルミン       | ジョーダン・ヤマハ           | 18   | ギアボックス       | 13       |          |
| Ret  | 12 | ジョニー・ハーバート             | ロータス・フォード           | 17   | スピン             | 9        |          |
| Ret  | 34 | ロベルト・モレノ                 | アンドレア・モーダ・ジャッド | 11   | エンジン           | 26       |          |
| Ret  | 4  | アンドレア・デ・チェザリス       | ティレル・イルモア           | 9    | ギアボックス       | 10       |          |
| Ret  | 15 | ガブリエル・タルキーニ           | フォンドメタル・フォード     | 9    | エンジン           | 25       |          |
| Ret  | 32 | ステファノ・モデナ               | ジョーダン・ヤマハ           | 6    | スピン             | 21       |          |
| Ret  | 3  | オリビエ・グルイヤール           | ティレル・イルモア           | 4    | トランスミッション | 24       |          |
| Ret  | 16 | カール・ヴェンドリンガー         | マーチ・イルモア             | 1    | ギアボックス       | 16       |          |
| Ret  | 24 | ジャンニ・モルビデリ             | ミナルディ・ランボルギーニ   | 1    | ギアボックス       | 12       |          |
| Ret  | 22 | ピエルルイジ・マルティニ         | ダラーラ・フェラーリ         | 0    | スピン             | 18       |          |
| DNQ  | 7  | エリック・ヴァン・デ・ポール     | ブラバム・ジャッド           |      |                    |          |          |
| DNQ  | 8  | デイモン・ヒル                   | ブラバム・ジャッド           |      |                    |          |          |
| DNQ  | 14 | アンドレア・キエーザ             | フォンドメタル・フォード     |      |                    |          |          |
| DNQ  | 17 | ポール・ベルモンド               | マーチ・イルモア             |      |                    |          |          |
| DNPQ | 30 | 片山右京                         | ラルース・ランボルギーニ     |      |                    |          |          |
| DNPQ | 35 | ペリー・マッカーシー             | アンドレア・モーダ・ジャッド |      |                    |          |          |

- ファステストラップ：ナイジェル・マンセル 1:21.598 (LAP 74)
- ラップリーダー：ナイジェル・マンセル (LAP 1-70)、アイルトン・セナ (LAP 71-78)